# Money in the Bank (2010)
Pour l'article traitant du type de match sur lequel est basé le PPV, voir Money in the Bank Ladder match.
Money in the Bank (édition 2010) est un évènement de catch (lutte professionnelle) organisé, produit et présenté par la fédération américaine World Wrestling Entertainment (WWE), et vidéo-diffusé à travers le monde selon le principe du paiement à la séance (pay-per-view). Il s'est déroulé le 18 juillet 2010 au Sprint Center de Kansas City. Il s'agissait du premier évènement live de l'histoire de la WWE à porter ce nom, succédant ainsi à Night of Champions qui était décalé en septembre.
Le show a mis en compétition des catcheurs des divisions Raw et SmackDown, et, conformément à son nom, deux matches à échelles "Money in the Bank" (un pour chaque division) s'y sont déroulés. Il est à noter que l'évènement fut créé par la WWE pour trois raisons : lancer un gros évènement entre mars (WrestleMania) et août (Summerslam), remplacer à cet effet le King of the Ring alors en perte de vitesse, enfin de capitaliser sur la grande popularité du match éponyme, alors donné une seule fois par an lors de WrestleMania et multi-divisionnel,.

## Contexte
Les spectacles de la World Wrestling Entertainment en paiement à la séance sont constitués de matches aux résultats prédéterminés par les scénaristes de la WWE. Cela est justifié par des storylines — des rivalités entre catcheurs destinées à faire le show — ou par des qualifications survenues dans les émissions de la WWE telles que Raw, SmackDown et Superstars. Les catcheurs possèdent un gimmick, c'est-à-dire qu'ils incarnent un personnage gentil ou méchant, qui évolue au fil des rencontres. Un évènement comme Money in the Bank, diffusé en pay-per-view et donc un point financier capital, sert ainsi de point culminant pour les différentes storylines en cours, et sert donc à attirer le public.

### Sheamus contre John Cena
Sheamus ayant décroché son deuxième titre de champion de la WWE lors de son match à WWE 4-Way Finale, il est annoncé le lendemain que le main event sera le match revanche, mais le groupe Nexus intervient à nouveau. Il est donc décidé la semaine suivante à RAW que le match revanche aura lieu lors de l'évènement Money in the Bank, dans un Match en cage, pour éviter toute nouvelle intervention du Nexus. Lors d'un match opposant John Cena au Nexus tout entier, le Clan remporte aisément la victoire. Cela ne leur suffit pas cependant : le Nexus veut l'attaquer. Sheamus lui vient alors en aide, lui aussi armé d'une chaise.

### Rey Mysterio contre Jack Swagger
Jack Swagger a perdu la ceinture de Champion du monde Poids-lourds au profit de Rey Mysterio (pourtant poids léger) lors de WWE 4-Way Finale. Lors de l'épisode de SmackDown du 25 juin, il annonce qu'il prendra sa revanche le soir du Money in the Bank et essayera de remporter son deuxième titre mondial.

### Money in the BankdeRaw
Le 28 juin, à Raw, Rob Zombie, le Guest Host, annonce que Randy Orton, The Miz, R-Truth, Chris Jericho, Evan Bourne, Ted DiBiase, Johnny Morrison et Edge participeront au Money In The Bank organisé par RAW, avec pour enjeu un contrat pour le titre de champion de la WWE utilisable n'importe quand par le vainqueur.
Le 5 juillet, la WWE annonce que R-Truth, blessé, ne participera pas au Money In The Bank. C'est Mark Henry qui remporte le droit de le remplacer officiellement.

### Money in the BankdeSmackdown
Lors de l'épisode de Smackdown du 29 juin (diffusé le 2 juillet cependant), Theodore Long et Vickie Guerrero annoncent que Kane, Matt Hardy, Cody Rhodes, Christian, Kofi Kingston et le Big Show participeront au Money in the Bank de WWE SmackDown. Le 6 juillet (diffusé le 9), Dolph Ziggler bat MVP et Chavo Guerrero pour se qualifier, tandis que Drew McIntyre bat Kofi Kingston (ce dernier étant cependant déjà qualifié) pour devenir le dernier participant. Le gagnant du match recevra une mallette contenant un contrat pour un match de Championnat du Monde poids-lourds, utilisable (kayfabe) n'importe quand selon les désirs du vainqueur.

### LaHart Dynastycontre les frères Uso
Le 24 mai 2010 à Raw, après un match remporté par la Hart Dynasty, trois inconnus (deux hommes et une femme) les attaquent. Ils se révèlent être Jimmy et Jey Uso — les fils jumeaux de Rikishi —, et Tamina Snuka, la fille de Jimmy Superfly Snuka. Ils entrent en rivalité et se rencontrent notamment lors de 4-Way Finale dans un Match par équipes mixtes de 3, que remporte la Hart Dynasty s'impose grâce à un tombé de Natalya Neidhart sur Tamina Snuka. Le 5 juillet, la WWE annonce que la Hart Dynasty défendra les titres unifiés par équipe contre les Usos.

## Résultats
| #                                                                          | Match | Stipulation                                                                             | Durée |
| -------------------------------------------------------------------------- | --- | --------------------------------------------------------------------------------------- | ----- |
| Dark                                                                       | Santino Marella bat William Regal                                                                                               | Match simple                                                                            | 4:36  |
| 1                                                                          | Kane bat le Big Show, Christian, Matt Hardy, Kofi Kingston, Cody Rhodes, Drew McIntyre & Dolph Ziggler                          | Match à échelles "Money in the Bank" de WWE SmackDown                                   | 26:18 |
| 2                                                                          | Alicia Fox (c) bat Eve Torres                                                                                                   | Match simple pour le Championnat des Divas                                              | 05:52 |
| 3                                                                          | The Hart Dynasty (David Hart Smith & Tyson Kidd) avec Natalya Neidhart (c) battent The Usos (Jey & Jimmy Uso) avec Tamina Snuka | Match en équipe pour le Championnat par équipes unifié                                  | 05:53 |
| 4                                                                          | Rey Mysterio (c) bat Jack Swagger                                                                                               | Match simple pour le Championnat du Monde                                               | 10:43 |
| 5                                                                          | Kane bat Rey Mysterio (c) | Match simple pour le Championnat du Monde (obtenu avec le contrat du Money in the Bank) | 00:54 |
| 6                                                                          | Layla (avec Michelle McCool) (c) bat Kelly Kelly (avec Tiffany)                                                                 | Match simple pour le Championnat féminin                                                | 03:56 |
| 7                                                                          | The Miz bat Chris Jericho, Edge, Ted Dibiase, Evan Bourne, John Morrison, Randy Orton et Mark Henry                             | Match à échelles "Money in the Bank" de Monday Night Raw,                               | 20:26 |
| 8                                                                          | Sheamus (c) bat John Cena | Match en cage pour le Championnat de la WWE                                             | 23:19 |
| (c) désigne le(s) champion(s) défendant son (leur) titre(s) dans le match. | |                                                                                         |       |

## Déroulement

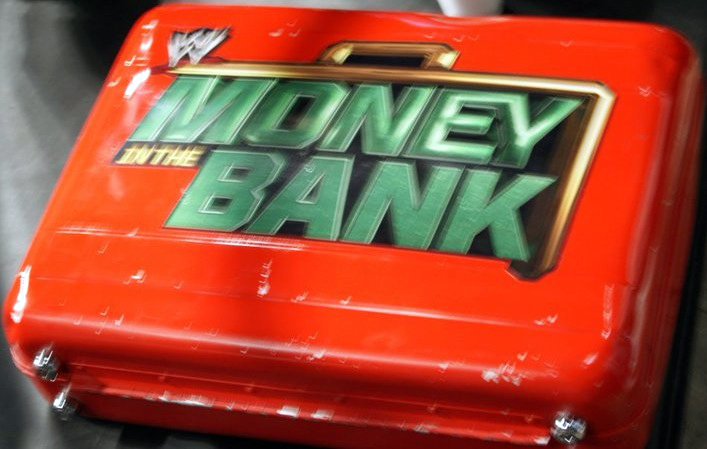
La mallette Money in the Bank de Monday Night Raw.

À la suite du dark match entre William Regal et Santino Marella remporté par ce dernier, le premier match vidéo-diffusé de la soirée était le match à échelles "Money in the Bank" de SmackDown! qui opposait Big Show, Christian, Matt Hardy, Dashing Cody Rhodes, Kofi Kingston, Drew McIntyre, Kane et Dolph Ziggler. Après plus de 25 minutes de combat, durant lesquelles notamment le Big Show fut enseveli sous les échelles par les autres participants, Kofi Kingston a effectué son Boom boom drop du haut d'une échelle sur un Drew McIntyre alors allongé sur la table des commentateurs. Kane décroche la mallette après avoir fait chuter McIntyre de l'échelle en chokeslam. Le match fut également marqué par une remarquable quantité de Chokeslam.
Le deuxième match de la soirée était un match simple pour le titre des divas qui opposait Eve Torres et Alicia Fox, et ne dura que quelques minutes, la tenante du titre faisant le tombé après un axe kick.
Suit ensuite le Match en équipe qui opposait la Hart Dynasty aux frères Uso pour le Championnat par équipes Unifié de la WWE. Un match lui aussi court et remporté par les champions en titre, après que David Hart Smith eût fait abandonner Jey Uso sur l'emblématique sharpshooter.
Ensuite eut lieu le match revanche de WWE 4-Way Finale, pour le championnat du monde poids lourds entre Rey Mysterio et Jack Swagger. Durant le match, Swagger a porté son ankle lock à Rey Mysterio touchant pourtant les cordes. Finalement, le Colibri gagne en faisant le tombé sur un hurricanrana. Le match à peine fini, Jack Swagger porte un nouveau ankle lock sur Rey Mysterio, commettant ainsi une grave erreur : Kane, nouvel acquéreur de la mallette Money in the Bank de SmackDown mise en jeu il y'a tout juste 30 minutes, dispose désormais d'une voie royale vers le titre de Champion du Monde. Le monstre rouge ne s'en prive pas : il intervient et fait fuir Swagger, avant d'encaisser sa mallette contre Rey Mysterio. Il gagne rapidement le match après un chokeslam et un Tombstone piledriver et empoche le championnat du monde poids lourds pour la première fois de sa carrière, devenant ainsi le premier Mr Money in the Bank à encaisser avec succès sa mallette le soir-même ou il l'obtint.
Le 6e match de la soirée est le match simple pour le championnat féminin, qui opposa Kelly Kelly à Layla El. Cette dernière conserve son titre en contrant un K² en tombé.
Ensuite a lieu le second match à échelles "Money in the Bank", celui de Monday Night RAW qui vit s'affronter Ted Dibiase Jr, Edge, John Morisson, the Miz, Randy Orton, Chris Jericho, Mark Henry et Evan Bourne. Au bout de 20 minutes de combat, le Miz décroche la mallette après avoir fait chuter Orton de l'échelle.
Le dernier match de la soirée fut le match de tête d'affiche : le combat opposant Sheamus à John Cena pour le WWE Championship. Vers la fin du match, le Nexus intervient avec une arme pour ouvrir la cage mais l'arbitre la leur prend. Celui-ci mis K.O., Cena porte son STF sur Sheamus, qui abandonne mais l'arbitre ne peut valider celui-ci. Sheamus essaye ensuite de sortir de la cage mais est empêché par Michael Tarver et Justin Gabriel. Il finit pourtant par y parvenir, s'adjugeant la victoire alors que des membres de la Nexus empêchaient un Cena pourtant déjà sorti de poser le pied à terre, remportant la victoire et conservant la ceinture ; Cena, frustré, attaque Tarver et Darren Young.